# Eloeophila mishimai
Eloeophila mishimai là một loài ruồi trong họ Limoniidae. Chúng phân bố ở miền Cổ bắc.